# جو هاريس (لاعب كرة قدم)
جو هاريس (بالإنجليزية: Joe Harris)‏ (19 مارس 1896 بغلاسكو في المملكة المتحدة - 29 أكتوبر 1933 بغلاسكو في المملكة المتحدة) هو لاعب كرة قدم بريطاني (وحمل سابقاً جنسية المملكة المتحدة لبريطانيا العظمى وأيرلندا) في مركز الوسط. شارك مع منتخب اسكتلندا لكرة القدم. أما مع النوادي، فقد لعب مع نادي بارتيك ثيسل ونادي ميدلزبره ونادي يورك سيتي ونيوكاسل يونايتد وStrathclyde F.C. ‏.

## وصلات خارجية
- جو هاريس على موقع قاعدة بيانات كرة القدم.إي يو (الإنجليزية)
- جو هاريس على موقع ناشيونال فوتبول تيمز (الإنجليزية)